# Lars Calmfors
Lars Calmfors (Estocolmo, 12 de julio de 1948) es un economista sueco y profesor de economía internacional en el Instituto de Estudios Económicos Internacionales de la Universidad de Estocolmo.
Obtuvo su Ph.D. de la Escuela de Economía de Estocolmo en 1978. Dirigió la Comisión Oficial del Gobierno Sueco sobre la UEM, que en 1996 recomendó esperar para introducir el euro. En 2003, cuando Suecia celebró un referéndum sobre si unirse o no a la UEM, Calmfors abogó a favor de la adhesión.
Calmfors ha sido miembro de la Real Academia Sueca de Ciencias de la Ingeniería desde 1993, de la Real Academia Sueca de Ciencias desde 1995, y presidente del Comité para el Premio en Ciencias Económicas en Memoria de Alfred Nobel entre 1996-1998 y 2003-2007.
Entre 2007 y 2011 fue presidente del Consejo de Política Fiscal Sueco, cuya tarea es evaluar la política económica sueca.

## Publicaciones
- Calmfors, Lars y Erik Lundberg (1974). Inflación y desempleo. SNS.
- Calmfors, Lars (1977).  Krause, L.B. y W.S. Salant, ed. Inflación en Suecia [Inflación mundial - Teoría y experiencias recientes]. Brookings Institution.
- Calmfors, Lars (1979).  Lindbeck, A., ed. Salarios reales, inflación y desempleo en una economía abierta [Inflación y empleo en economías abiertas]. North-Holland.
- Calmfors, Lars; Ragnar Nymoen (1990). «Ajuste de salarios reales y políticas de empleo en los países nórdicos». Economic Policy (11).
- Calmfors, Lars (1993). «Centralización de la negociación salarial y desempeño macroeconómico - Una encuesta». OECD Economic Studies (21).
- Calmfors, Lars (1994). «Política activa del mercado laboral y desempleo - Un marco para el análisis de características de diseño cruciales». OECD Economic Studies (22).
- Calmfors, Lars; Harald Lang (Mayo de 1995). «Efectos macroeconómicos de los programas activos del mercado laboral en un modelo sindical de fijación de salarios». The Economic Journal 105.
- Calmfors, Lars; Simon Wren-Lewis (2011). «¿Qué deberían hacer los consejos fiscales?». Economic Policy (Wyplosz, C. (ed.), Treinta años de política económica, Oxford University Press, 2015) (68).
- Calmfors, Lars; Girts Dimdins, Marie Gustafsson Sendén, Henry Montgomery y Ulrika Stavlöt (Diciembre de 2013). «¿Por qué la gente no gusta de la competencia salarial baja con trabajadores desplazados en el sector de servicios?». Journal of Socio-Economics 47.
- Blanchard, Olivier, Lars Calmfors, Harry Flam, John Hassler y Per Krusell (2015). Macroeconomía. Estocolmo: Liber.
- Calmfors, Lars (2015).  Badinger, H. y Nitsch, V., ed. Los roles de las reglas fiscales, los consejos fiscales y la unión fiscal en la integración de la UE [Manual en la economía de la integración europea]. Routledge.
- Calmfors, Lars (2017). La crisis del euro, el sistema de reglas de la eurozona y la integración futura [Informe Sieps 2017:1]. Informe Sieps.
- Calmfors, Lars (2018). La norma salarial de la industria puede y debe ser reformada [6F - Fackförbund i samverkan] (4). Lönebildning för jämlikhet.
- Calmfors, Lars, Petter Danielsson, Simon Ek, Ann-Sofie Kolm, Tuomas Pekkarinen y Per Skedinger (2018). ¿Cómo lograr que más personas ingresen al mercado laboral?. Estocolmo: Dialogos.
- Calmfors, Lars, Simon Ek, Ann-Sofie Kolm y Per Skedinger (2019). Convenios colectivos y fijación de salarios en una nueva era. Estocolmo: Dialogos.
- Calmfors, Lars (2020). Marcos fiscales y sostenibilidad fiscal en los países nórdicos. Copenhague: Consejo Nórdico de Ministros.
- Calmfors, Lars (2020). Objetivos decisivos - Un informe de la ESO sobre la formulación de objetivos de política de empleo [Informe 2020:6]. Estocolmo: Grupo de Expertos en Estudios de Economía Pública.
- Calmfors, Lars (2021). Entre la investigación y la política: 50 años de debate social. Estocolmo: Ekerlids Förlag.
- Calmfors, Lars, John Hassler y Anna Seim (2022). Interacción para la estabilidad - Un informe de la ESO sobre la distribución de roles entre la política fiscal y monetaria [Informe 2022:3]. Estocolmo: Grupo de Expertos en Estudios de Economía Pública.
- Calmfors, Lars, John Hassler y Anna Seim (2023). Estabilidad en el equilibrio - Un informe sobre los roles de la política fiscal y monetaria para el Grupo de Expertos en Economía Pública [Informe ESO 2023:1]. Estocolmo: Grupo de Expertos en Estudios de Economía Pública.